# الجنة في الإسلام
الجَنَّةُ فِي الإِسْلَام هي المكان الذي أعده الله لعباده الصالحين بعد الموت والبعث والحساب؛ مكافأة لهم، وهي من الأمور الغيبية، أي أن وسيلة العلم بها هي القرآن والسنة النبوية فقط. والإيمان بالجنة ووجودها هو جزء من الإيمان باليوم الآخر، وهو الركن الخامس من الأركان الستة للإيمان في الإسلام. ويؤمن المسلمون بأن الجنة دار نعيم، لا يشوبها نقص، ولا يعكر صفوها كدر، ولا يُمكن أن يتصور العقل هذا النعيم. فقد قال الله في الحديث القدسي: «أعددت لعبادي الصالحين ما لا عين رأت، ولا أذن سمعت، ولا خطر على قلب بشر، فاقرأوا إن شئتم: ﴿فَلَا تَعْلَمُ نَفْسٌ مَا أُخْفِيَ لَهُمْ مِنْ قُرَّةِ أَعْيُنٍ جَزَاءً بِمَا كَانُوا يَعْمَلُونَ ۝١٧﴾ [السجدة:17]».
ويؤمن المسلمون بأنها أعدت للمؤمنين الموحدين الذينَ أخلصوا عبادتهم لِلَّهِ عَزَ وجَل ذوي الأعمال الصالحة، وأنه من كان موحدًا ذا أعمال فاسدة فإنهُ تحت المشيئة إن شاء الله غفر له، وإن شاء عذبه بقدر ذنبه، فإنه يُعذّب في النار ثم يدخلها، وأنه من أشرك أو كفر بالله فإنها محرمة عليه، ويؤمنون بأنها مليئة بالعيون والأنهار والأشجار والثمار وكل ما ينعم به الإنسان، وأنهم يدخلونها في أكمل صورة وينعمون بأكمل نعيم، ويؤمنون بأنها درجات متفاوتة حسب أعمالهم الصالحة، وخازنها هو المَلَكُ رضوان عليه السلام.
ويؤمن المسلمون أنه لن يدخل الجنة أحد بعمله، بل برحمة الله وفضله، فهي ليست ثمنًا للعمل، وإنما يكون العمل سببًا لدخولها. قال النبي: «"لَنْ يُدْخِلَ أَحَدًا عَمَلُهُ الْجَنَّةَ". قَالُوا: وَلَا أَنْتَ يَا رَسُولَ اللَّهِ؟ قَالَ: "لَا، وَلَا أَنَا إِلَّا أَنْ يَتَغَمَّدَنِي اللَّهُ بِفَضْلٍ وَرَحْمَة».
وثبت عن النبي محمد أن الجنة تتحدث، وقد تحاجت مع النار: «تَحَاجَّتِ الْجَنَّةُ وَالنَّارُ، فَقَالَتِ النَّارُ: أُوثِرْتُ بِالْمُتَكَبِّرِينَ وَالْمُتَجَبِّرِينَ، وَقَالَتِ الْجَنَّةُ: فَمَا لِيَ لا يَدْخُلُنِي إِلا ضُعَفَاءُ النَّاسِ وَسَقَطُهُمْ وَغِرَّتُهُمْ، فَقَالَ اللَّهُ لِلْجَنَّةِ: إِنَّمَا أَنْتِ رَحْمَتِي أَرْحَمُ بِكِ مَنْ أَشَاءُ مِنْ عِبَادِي، وَقَالَ لِلنَّارِ: إِنَّمَا أَنْتِ عَذَابِي أُعَذِّبُ بِكِ مَنْ أَشَاءُ مِنْ عِبَادِي وَلِكُلِّ وَاحِدَةٍ مِنْكُمَا مِلْؤُهَا، فَأَمَّا النَّارُ فَلا تَمْتَلِئُ حَتَّى يَضَعَ فِيهَا رِجْلَهُ، فَتَقُولُ: قَطْ قَطْ، فَهُنَالِكَ تَمْتَلِئُ وَيُزْوَى بَعْضُهَا إِلَى بَعْضٍ، وَلا يَظْلِمُ اللَّهُ مِنْ خَلْقِهِ أَحَدًا، وَأَمَّا الْجَنَّةُ فَإِنَّ اللَّهَ عَزَّ وَجَلَّ يُنْشِئُ لَهَا خَلْقًا.»

## تعريف وبيان
الجنة في الإسلام هي الجزاء العظيم والثواب الجزيل، الذي أعده الله لأوليائه وأهل طاعته، وهي نعيم كامل لا يشوبه نقص، ولا يعكر صفوه كدر. وهو نعيم لا يمكن تصور عظمته ويعجز العقل عن إدراكه واستيعابه. وللجنة عدة أسماء ذُكرت في النصوص الشرعية، منها:
- دار السلام، ﴿لَهُمْ دَارُ السَّلَامِ عِنْدَ رَبِّهِمْ وَهُوَ وَلِيُّهُمْ بِمَا كَانُوا يَعْمَلُونَ ۝١٢٧﴾[الآية 1]
- جنات عدن، ﴿وَعَدَ اللَّهُ الْمُؤْمِنِينَ وَالْمُؤْمِنَاتِ جَنَّاتٍ تَجْرِي مِنْ تَحْتِهَا الْأَنْهَارُ خَالِدِينَ فِيهَا وَمَسَاكِنَ طَيِّبَةً فِي جَنَّاتِ عَدْنٍ وَرِضْوَانٌ مِنَ اللَّهِ أَكْبَرُ ذَلِكَ هُوَ الْفَوْزُ الْعَظِيمُ ۝٧٢﴾[الآية 2]
- جنات النعيم، ﴿إِنَّ الَّذِينَ آمَنُوا وَعَمِلُوا الصَّالِحَاتِ يَهْدِيهِمْ رَبُّهُمْ بِإِيمَانِهِمْ تَجْرِي مِنْ تَحْتِهِمُ الْأَنْهَارُ فِي جَنَّاتِ النَّعِيمِ ۝٩﴾[الآية 3]
- دار المتقين، ﴿وَقِيلَ لِلَّذِينَ اتَّقَوْا مَاذَا أَنْزَلَ رَبُّكُمْ قَالُوا خَيْرًا لِلَّذِينَ أَحْسَنُوا فِي هَذِهِ الدُّنْيَا حَسَنَةٌ وَلَدَارُ الْآخِرَةِ خَيْرٌ وَلَنِعْمَ دَارُ الْمُتَّقِينَ ۝٣٠﴾[الآية 4]
- جنات الفردوس، ﴿إِنَّ الَّذِينَ آمَنُوا وَعَمِلُوا الصَّالِحَاتِ كَانَتْ لَهُمْ جَنَّاتُ الْفِرْدَوْسِ نُزُلًا ۝١٠٧﴾[الآية 5]
- جنة الخلد، ﴿قُلْ أَذَلِكَ خَيْرٌ أَمْ جَنَّةُ الْخُلْدِ الَّتِي وُعِدَ الْمُتَّقُونَ كَانَتْ لَهُمْ جَزَاءً وَمَصِيرًا ۝١٥﴾[الآية 6]
- الغرفة، ﴿أُولَئِكَ يُجْزَوْنَ الْغُرْفَةَ بِمَا صَبَرُوا وَيُلَقَّوْنَ فِيهَا تَحِيَّةً وَسَلَامًا ۝٧٥﴾[الآية 7]
- دار المقامة، ﴿الَّذِي أَحَلَّنَا دَارَ الْمُقَامَةِ مِنْ فَضْلِهِ لَا يَمَسُّنَا فِيهَا نَصَبٌ وَلَا يَمَسُّنَا فِيهَا لُغُوبٌ ۝٣٥﴾[الآية 8]
- جنة المأوى، ﴿أَمَّا الَّذِينَ آمَنُوا وَعَمِلُوا الصَّالِحَاتِ فَلَهُمْ جَنَّاتُ الْمَأْوَى نُزُلًا بِمَا كَانُوا يَعْمَلُونَ ۝١٩﴾[الآية 9]
- الحسنى، ﴿لِلَّذِينَ أَحْسَنُوا الْحُسْنَى وَزِيَادَةٌ وَلَا يَرْهَقُ وُجُوهَهُمْ قَتَرٌ وَلَا ذِلَّةٌ أُولَئِكَ أَصْحَابُ الْجَنَّةِ هُمْ فِيهَا خَالِدُونَ ۝٢٦﴾[الآية 10]
- المقام الأمين، ﴿إِنَّ الْمُتَّقِينَ فِي مَقَامٍ أَمِينٍ ۝٥١﴾[الآية 11]
- مقعد صدق، ﴿فِي مَقْعَدِ صِدْقٍ عِنْدَ مَلِيكٍ مُقْتَدِرٍ ۝٥٥﴾[الآية 12]

## دخول الجنة
ثبت في الأحاديث النبوية أن المؤمنين عندما يطول عليهم الموقف في يوم القيامة، يطلبون من الأنبياء أن يستفتحوا باب الجنة، فيمتنعون ويأبون، حتى إذا طلبوا من النبي محمد، يشفع في ذلك فيُشفَّع.
وبعد أن يجتاز المؤمنون الصراط يوقفون على قنطرة بين الجنة والنار، ليهذبون وينقون، ذلك بأن يقتص لبعضهم من بعض إذا كانت بينهم مظالم دنيا، لكي يدخلوا الجنة أطهارًا أبرارًا. وقد ذكر النبي ذلك: «يَخْلُصُ الْمُؤْمِنُونَ مِنَ النَّارِ فَيُحْبَسُونَ عَلَى قَنْطَرَةٍ بَيْنَ الْجَنَّةِ وَالنَّارِ، فَيُقَصُّ لِبَعْضِهِمْ مِنْ بَعْضٍ مَظَالِمُ كَانَتْ بَيْنَهُمْ فِي الدُّنْيَا، حَتَّى إِذَا هُذِّبُوا وَنُقُّوا أُذِنَ لَهُمْ فِي دُخُولِ الْجَنَّةِ، فَوَالَّذِي نَفْسُ مُحَمَّدٍ بِيَدِهِ، لَأَحَدُهُمْ أَهْدَى بِمَنْزِلِهِ فِي الْجَنَّةِ مِنْهُ بِمَنْزِلِهِ كَانَ فِي الدُّنْيَا.»
يدخل أهل الجنةِ الجنةَ زمرًا وتفتح لهم أبواب الجنة إذا جاؤوها، تستقبلهم الملائكة بالتهنئة بسلامة الوصول. وذلك لقول الله: ﴿وَسِيقَ الَّذِينَ اتَّقَوْا رَبَّهُمْ إِلَى الْجَنَّةِ زُمَرًا حَتَّى إِذَا جَاءُوهَا وَفُتِحَتْ أَبْوَابُهَا وَقَالَ لَهُمْ خَزَنَتُهَا سَلَامٌ عَلَيْكُمْ طِبْتُمْ فَادْخُلُوهَا خَالِدِينَ ۝٧٣﴾.
إن أول من يدخل الجنة هو النبي محمد، كما قال: «آتِي بَابَ الْجَنَّةِ فَأَسْتَفْتِحُ، فَيَقُولُ الْخَازِنُ: مَنْ أَنْتَ؟ فَأَقُولُ: مُحَمَّدٌ، فَيَقُولُ: بِكَ أُمِرْتُ أَنْ لا أَفْتَحَ لأَحَدٍ قَبْلَكَ.» وأول من يدخل من أمة محمد هو أبو بكر الصديق، إذ قال النبي: «أَمَا إِنَّكَ يَا أَبَا بَكْرٍ أَوَّلُ مَنْ يَدْخُلُ الْجَنَّةَ مِنْ أُمَّتِي».
وأول زمرة تدخل الجنة هي الزمرة التي تدخل بلا حساب، وهم سبعون ألفًا، مع كل واحد سبعين ألفًا، كما قال النبي: «أعطيت سبعين ألفاً من أمتي يدخلون الجنة بغير حساب، وجوههم كالقمر ليلة البدر، قلوبهم على قلب رجل واحد، فاستزدت ربي عز وجل، فزادني مع كل واحد سبعين ألفاً»
كما ثبت عن النبي محمد أن الفقراء يسبقون الأغنياء في دخول الجنة بأربعين خريفًا، وأن أول ثلاثة يدخلون الجنة هم الشهداء، والعفيفون المتعففون، وعباد أحسنوا عبادة الله ونصحوا مواليهم. وعصاة المؤمنين يدخلون الجنة بعد أن يُعذَّبوا في النار زمنًا مقدرًا، ويخرجون من النار بشفاعة النبي محمد كما قال: «يخرج قوم من النار بشفاعة محمد، فيدخلون الجنة، يسمون الجهنميين.»
وقد روى النبي أيضًا قصة آخر من يدخل الجنة، فقال: «إني لأعلم آخر أهل النار خروجًا منها وآخر أهل الجنة دخولًا الجنة رجل يخرج من النار حبوًا فيقول الله تبارك وتعالى له اذهب فادخل الجنة فيأتيها فيخيل إليه أنها ملأى فيرجع فيقول يا رب وجدتها ملأى فيقول الله تبارك وتعالى له اذهب فادخل الجنة قال فيأتيها فيخيل إليه أنها ملأى فيرجع فيقول يا رب وجدتها ملأى فيقول الله له اذهب فادخل الجنة فإن لك مثل الدنيا وعشرة أمثالها أو إن لك عشرة أمثال الدنيا قال فيقول أتسخر بي أو أتضحك بي وأنت الملك، قال لقد رأيت رسول الله ﷺ ضحك حتى بدت نواجذه قال فكان يقال ذاك أدنى أهل الجنة منزلة.»

## خلود الجنة
يؤمن المسلمون بأن الجنة خالدة لا تفنى ولا تبيد، وأهلها فيها خالدون لا يرحلون عنها ولا يبيدون ولا يموتون، وهناك عدة أحاديث تدل على ذلك، إذ ذُكر في حديث ذبح الموت بين الجنة والنار: «يا أهل الجنة خلود بلا موت، ويا أهل النار خلود بلا موت.» وقال أيضًا: «من يدخل الجنة ينعم، لا يبأس، لا تبلى ثيابه، ولا يفنى شبابه.»

## صفة الجنة
يؤمن المسلمون بأن نعيم الجنة يفوق الوصف ليس له نظير فيما يعلمه أهل الدنيا، قال الله في الحديث القدسي: «أعددت لعبادي الصالحين ما لا عين رأت، ولا أذن سمعت، ولا خطر على قلب بشر، فاقرؤوا إن شئتم: ﴿فَلَا تَعْلَمُ نَفْسٌ مَا أُخْفِيَ لَهُمْ مِنْ قُرَّةِ أَعْيُنٍ جَزَاءً بِمَا كَانُوا يَعْمَلُونَ ۝١٧﴾.»

### أبواب الجنة
للجنة أبواب يدخل منها المؤمنون ويدخل منها الملائكة، وتفتح أبوابها كل عام في رمضان، كما قال النبي: «إذا جاء رمضان فتحت أبواب الجنة»، وعددها ثمانية، منها باب الريان المخصص لدخول الصائمين، ومنها باب الصلاة للمكثرين الصلاة، وباب الصدقة للمتصدقين، وباب الجهاد للمجاهدين في سبيل الله. وهذا كله مذكور في حديث النبي: «من أنفق زوجين من شيء من الأشياء في سبيل الله دعي من أبواب الجنة يا عبد الله هذا خير لك وللجنة أبواب فمن كان من أهل الصلاة دعي من باب الصلاة ومن كان من أهل الجهاد دعي من باب الجهاد ومن كان من أهل الصدقة دعي من باب الصدقة ومن كان من أهل الصيام دعي من باب الريان»

### درجات الجنة
الجنة درجات بعضها فوق بعض، وأهلها متفاضلون فيها بحسب منازلهم فيها، بل وحتى الأنبياء متفاضلون من بينهم، والأدلة تكثر على تقسيم الجنة لدرجات وعلو درجة بعض المؤمنين على درجة بعضهم الآخر، فقد قال الله: ﴿يَا أَيُّهَا الَّذِينَ آمَنُوا إِذَا قِيلَ لَكُمْ تَفَسَّحُوا فِي الْمَجَالِسِ فَافْسَحُوا يَفْسَحِ اللَّهُ لَكُمْ وَإِذَا قِيلَ انْشُزُوا فَانْشُزُوا يَرْفَعِ اللَّهُ الَّذِينَ آمَنُوا مِنْكُمْ وَالَّذِينَ أُوتُوا الْعِلْمَ دَرَجَاتٍ وَاللَّهُ بِمَا تَعْمَلُونَ خَبِيرٌ ۝١١﴾، وقال النبي: «إن في الجنة مائة درجة أعدها الله للمجاهدين في سبيل الله، ما بين الدرجتين كما بين السماء والأرض، فإذا سألتم الله فاسألوه الفردوس، فإنه أوسط الجنة، ومنه تفجر أنهار الجنة، وفوقه عرش الرحمن.» وسبب تفاضل الدرجات بسبب اختلاف أصحابها في الأعمال.
أهل الدرجات العلى يكونون في نعيم أرقى من الذين من دونهم، وقد جاءت المقارنة بين درجات الجنة في سورتي الرحمن والواقعة، فأما المقربين فقال الله في ثوابهم: ﴿وَلِمَنْ خَافَ مَقَامَ رَبِّهِ جَنَّتَانِ ۝٤٦﴾، وأصحاب اليمين قال الله في ثوابهم: ﴿وَمِنْ دُونِهِمَا جَنَّتَانِ ۝٦٢﴾. وقال القرطبي: «لمّا وصف الجنتين أشار إلى الفرق بينهما، فقال في الأوليين: ﴿فِيهِمَا عَيْنَانِ تَجْرِيَانِ ۝٥٠﴾. وقال في الأخريين: ﴿فِيهِمَا عَيْنَانِ نَضَّاخَتَانِ ۝٦٦﴾ أي فوارتان بالماء، ولكنهما ليستا كالجاريتين، لأن النضخ دون الجري، وقال في الأوليين: ﴿فِيهِمَا مِنْ كُلِّ فَاكِهَةٍ زَوْجَانِ ۝٥٢﴾ معروف وغريب، رطب ويابس، فعم ولم يخص، وفي الأخريين: ﴿فِيهِمَا فَاكِهَةٌ وَنَخْلٌ وَرُمَّانٌ ۝٦٨﴾، ولم يقل من كل فاكهة زوجان. وقال في الأوليين: ﴿مُتَّكِئِينَ عَلَى فُرُشٍ بَطَائِنُهَا مِنْ إِسْتَبْرَقٍ وَجَنَى الْجَنَّتَيْنِ دَانٍ ۝٥٤﴾ وهو الديباج. وقال في الأخريين: ﴿مُتَّكِئِينَ عَلَى رَفْرَفٍ خُضْرٍ وَعَبْقَرِيٍّ حِسَانٍ ۝٧٦﴾، والعبقري الوشي، ولا شك أن الديباج أعلى من الوشي، والرفرف كسر الخبا، ولا شك أن الفرش المعدة للاتكاء فيها أفضل من الخبا، وقال في الأوليين في صفة الحور العين: ﴿كَأَنَّهُنَّ الْيَاقُوتُ وَالْمَرْجَانُ ۝٥٨﴾. وفي الأخريتين: ﴿فِيهِنَّ خَيْرَاتٌ حِسَانٌ ۝٧٠﴾، وليس كل حسن كحسن الياقوت والمرجان.»
وقد ذكر النبي محمد حوارًا دار بين الله تعالى والنبي موسى عن أدنى أهل الجنة منزلة وأعلاهم، فقال: «سأل موسى ربه: ما أدنى أهل الجنة منزلة؟ قال: هو رجل يجيء بعد ما أدخل أهل الجنة الجنة، فيقال له ادخل الجنة فيقول أي رب كيف وقد نزل الناس منازلهم وأخذوا أخذاتهم، فيقال له أترضى أن يكون لك مثل ملك ملك من ملوك الدنيا، فيقول رضيت رب، فيقول لك ذلك ومثله ومثله ومثله ومثله، فقال في الخامسة رضيت رب فيقول هذا لك وعشرة أمثاله ولك ما اشتهت نفسك ولذت عينك فيقول رضيت رب. قال: رب فأعلاهم منزلة قال أولئك الذين أردت غرست كرامتهم بيدي وختمت عليها فلم تر عين ولم تسمع أذن ولم يخطر على قلب بشر. قال: ومصداقه في كتاب الله عز وجل: ﴿فَلَا تَعْلَمُ نَفْسٌ مَا أُخْفِيَ لَهُمْ مِنْ قُرَّةِ أَعْيُنٍ جَزَاءً بِمَا كَانُوا يَعْمَلُونَ ۝١٧﴾.»
أعلى منزلة في الجنة هي الوسيلة، وهي للنبي محمد فقد أمر أصحابه أن يسألوا له الوسيلة، فقال: «الوسيلة درجة عند الله، ليس فوقها درجة، فسلوا الله أن يؤتيني الوسيلة.» ومن الذين يحلون الدرجات العلى الشهداء، وأفضلهم الذين يقاتلون في الصفوف الأولى ولا يلتفون حتى يُقتلوا، ومنهم الساعي على الأرملة والمسكين، وكافل اليتيم. وترفع درجة الآباء ببركة دعاء الأبناء، وكل ذلك ثابت في الأحاديث.

### بناء الجنة
بناء الجنة لبنة من ذهب ولبنة من فضة كما قال النبي عندما سُئل عن بنائها فقال: «لبنة من ذهب ولبنة من فضة، وملاطها المسك الأذفر، وحصباؤها الدر والياقوت، وتربتها الزعفران». وذكر تربتها في حديث آخر فقال: «أدخلت الجنة، فإذا فيها جنابذ اللؤلؤ وإذا ترابها المسك».
ولها رائحة عبقة زكية تملأ جنباتها توجد من مسافات طويلة فقد قال النبي: «من قتل رجلًا من أهل الذمة لم يجد ريح الجنة، وإن ريحها ليوجد من مسيرة سبعين عامًا»
يرى بعضهم بأنه ليس في الجنة ليل ولا نهار، وإنما هم في نور دائم أبدًا، وإنما يعرفون مقدار الليل بإرخاء الحجب وإغلاق الأبواب، ويعرفون مقدار النهار برفع الحجب وفتح الأبواب. ويرى آخرون بأنها ليس فيها شمس ولا قمر ويعرفون البكرة والعشية بنور يظهر من قبل العرش.

### أنهار الجنة وعيونها
لا يكاد القرآن يذكر الجنة في آياته إلا ووصفها بأنها تجري من تحتها الأنهار، وذلك في مواضع عديدة من القرآن. مثل: ﴿إِنَّ الَّذِينَ آمَنُوا وَعَمِلُوا الصَّالِحَاتِ لَهُمْ جَنَّاتٌ تَجْرِي مِنْ تَحْتِهَا الْأَنْهَارُ ذَلِكَ الْفَوْزُ الْكَبِيرُ ۝١١﴾. وأحيانًا يذكر أنها تجري من تحتهم -أي أهل الجنة-. وتبين في الأحاديث العديد من أسماء الأنهار وأوصافها. قال النبي: «رفعت لي السدرة فإذا أربعة أنهار، نهران ظاهران ونهران باطنان، فأما الظاهران: فالنيل والفرات، وأما الباطنان: فنهران في الجنة». وقال أيضًا: «سيحان وجيحان والفرات والنيل كل من أنهار الجنة».

ومن أشهر أنهار الجنة نهر الكوثر إذ أُنزلت سورة باسمه، ووصفه النبي في بعض الأحاديث. فقال: 
 وفي رواية: «هو نهر أعطانيه الله في الجنة ترابه المسك، ماؤه أبيض من اللبن، وأحلى من العسل ترده طيور أعناقها مثل أعناق الجزور».
وفي الجنة أنهار أخرى غير أنهار الماء، كما قال الله: ﴿مَثَلُ الْجَنَّةِ الَّتِي وُعِدَ الْمُتَّقُونَ فِيهَا أَنْهَارٌ مِنْ مَاءٍ غَيْرِ آسِنٍ وَأَنْهَارٌ مِنْ لَبَنٍ لَمْ يَتَغَيَّرْ طَعْمُهُ وَأَنْهَارٌ مِنْ خَمْرٍ لَذَّةٍ لِلشَّارِبِينَ وَأَنْهَارٌ مِنْ عَسَلٍ مُصَفًّى وَلَهُمْ فِيهَا مِنْ كُلِّ الثَّمَرَاتِ وَمَغْفِرَةٌ مِنْ رَبِّهِمْ كَمَنْ هُوَ خَالِدٌ فِي النَّارِ وَسُقُوا مَاءً حَمِيمًا فَقَطَّعَ أَمْعَاءَهُمْ ۝١٥﴾. ونهر يسمى بارق، يكون على باب الجنة، ويكون الشهداء في البرزخ عند هذا النهر. قال النبي محمد: «الشُّهَدَاءُ عَلَى بَارِقِ نَهْرٍ بِبَابِ الْجَنَّةِ، وَيَظْهَرُ بِبَابِ الْجَنَّةِ فِي قُبَّةٍ خَضْرَاءَ يَخْرُجُ عَلَيْهِمْ رِزْقُهُمْ مِنَ الْجَنَّةِ بُكْرَةً وَعَشِيًا».
أما عن عيون الجنة فهي كثيرة ومختلفة الطعوم والشراب، وذكرت في آيات عديدة: ﴿إِنَّ الْمُتَّقِينَ فِي جَنَّاتٍ وَعُيُونٍ ۝٤٥﴾، وقوله: ﴿إِنَّ الْمُتَّقِينَ فِي ظِلَالٍ وَعُيُونٍ ۝٤١﴾. وفي الجنة عينان يشرب المقربون ماءهما صرفًا غير مخلوط، ويشرب منهما الأبرار مخلوطًا ممزوجًا بغيره. الأولى هي عين الكافور، قال الله فيها: ﴿إِنَّ الْأَبْرَارَ يَشْرَبُونَ مِنْ كَأْسٍ كَانَ مِزَاجُهَا كَافُورًا ۝٥ عَيْنًا يَشْرَبُ بِهَا عِبَادُ اللَّهِ يُفَجِّرُونَهَا تَفْجِيرًا ۝٦﴾ [الإنسان:5–6]، فأُخبر في هذه الآية أن الأبرار يشربون شرابهم ممزوجًا بغيره، بينما عباد الله يشربونها خالصًا. والعين الثانية هي عين التسنيم: ﴿إِنَّ الْأَبْرَارَ لَفِي نَعِيمٍ ۝٢٢ عَلَى الْأَرَائِكِ يَنْظُرُونَ ۝٢٣ تَعْرِفُ فِي وُجُوهِهِمْ نَضْرَةَ النَّعِيمِ ۝٢٤ يُسْقَوْنَ مِنْ رَحِيقٍ مَخْتُومٍ ۝٢٥ خِتَامُهُ مِسْكٌ وَفِي ذَلِكَ فَلْيَتَنَافَسِ الْمُتَنَافِسُونَ ۝٢٦ وَمِزَاجُهُ مِنْ تَسْنِيمٍ ۝٢٧ عَيْنًا يَشْرَبُ بِهَا الْمُقَرَّبُونَ ۝٢٨﴾. ومن عيون الجنة عين تسمى سلسبيل، إذ قال الله: ﴿وَيُسْقَوْنَ فِيهَا كَأْسًا كَانَ مِزَاجُهَا زَنْجَبِيلًا ۝١٧ عَيْنًا فِيهَا تُسَمَّى سَلْسَبِيلًا ۝١٨﴾.

### قصور الجنة وخيامها
سميت مساكن الجنة بالغرفات أو الغرف في مواضع من القرآن. ووصفت بأنها مساكن طيبة. ووصفها القرآن فقال: ﴿لَكِنِ الَّذِينَ اتَّقَوْا رَبَّهُمْ لَهُمْ غُرَفٌ مِنْ فَوْقِهَا غُرَفٌ مَبْنِيَّةٌ تَجْرِي مِنْ تَحْتِهَا الْأَنْهَارُ وَعْدَ اللَّهِ لَا يُخْلِفُ اللَّهُ الْمِيعَادَ ۝٢٠﴾. فهي طباق فوق طباق مبنيات محكمات مزخرفات عاليات. أما في الحديث، فقد وصفها الرسول قائلًا: «إن في الجنة غرفاً يرى ظهورها من بطونها، وبطونها من ظهورها، فقالوا لمن يا رسول الله؟ قال عليه الصلاة والسلام: لمن أطاب الكلام، وأفشى السلام، وأطعم الطعام، وتابع الصيام، وصلى بالليل والناس نيام».
إلى جانب القصور والغرف، ففي الجنة خيام كما ذُكر في القرآن: ﴿حُورٌ مَقْصُورَاتٌ فِي الْخِيَامِ ۝٧٢﴾. وذُكرت في أحاديث كثيرة، كما قال النبي واصفًا إياها: «إن للمؤمن في الجنة لخيمة من لؤلؤة واحدة مجوفة، طولها ستون ميلاً، للمؤمن فيها أهلون، يطوف عليهم المؤمن، فلا يرى بعضهم بعضاً».
وحثت الكثير من الأحاديث على أعمال جزاؤها بيت في الجنة، منها قول النبي: «من صلى في اليوم والليلة اثنتي عشرة ركعة تطوعاً بنى الله له بيتاً في الجنة».

### أشجار الجنة وثمارها
إلى جانب الأنهار، فإن الكثير من آيات القرآن تذكر الجنة وتقرن ذكرها بالأشجار والثمرات. وهي أشجار كثير ومتنوعة، منها العنب والنخل والرمان، كما قال الله: ﴿فِيهِمَا فَاكِهَةٌ وَنَخْلٌ وَرُمَّانٌ ۝٦٨﴾ [الرحمن:68]، والسدر والطلح كما قال: ﴿وَأَصْحَابُ الْيَمِينِ مَا أَصْحَابُ الْيَمِينِ ۝٢٧ فِي سِدْرٍ مَخْضُودٍ ۝٢٨ وَطَلْحٍ مَنْضُودٍ ۝٢٩﴾ والسدر هو شجر النبق الشائك ولكنه في الجنة مخضود أي منزوع شوكه، والطلح شجر في الحجاز فيه شوك، ولكنه في الجنة منضود معد للتناول. وأشجار كثيرة لم تذكر، إذ قال: ﴿فِيهِمَا مِنْ كُلِّ فَاكِهَةٍ زَوْجَانِ ۝٥٢﴾ [الرحمن:52].
وفي القرآن مايدل على أنها دائمة العطاء لا تنقطع في فصل دون فصل، كما قال: ﴿وَفَاكِهَةٍ كَثِيرَةٍ ۝٣٢ لَا مَقْطُوعَةٍ وَلَا مَمْنُوعَةٍ ۝٣٣﴾. وبعض ثمارها تتشابه في منظرها، ولكنها تختلف في طعمها: ﴿وَبَشِّرِ الَّذِينَ آمَنُوا وَعَمِلُوا الصَّالِحَاتِ أَنَّ لَهُمْ جَنَّاتٍ تَجْرِي مِنْ تَحْتِهَا الْأَنْهَارُ كُلَّمَا رُزِقُوا مِنْهَا مِنْ ثَمَرَةٍ رِزْقًا قَالُوا هَذَا الَّذِي رُزِقْنَا مِنْ قَبْلُ وَأُتُوا بِهِ مُتَشَابِهًا وَلَهُمْ فِيهَا أَزْوَاجٌ مُطَهَّرَةٌ وَهُمْ فِيهَا خَالِدُونَ ۝٢٥﴾. وهي ذات فروع وأغصان باسقة نامية: ﴿ذَوَاتَا أَفْنَانٍ ۝٤٨﴾ وهي شديدة الخضرة: ﴿مُدْهَامَّتَانِ ۝٦٤﴾، ومدهامة أي مائلة للسواد من شدة خضرتها واشتباك أشجارها. وتكون ثمار الأشجار دانية مذللة للمؤمنين ليأخذوها بيسر وسهولة: ﴿وَدَانِيَةً عَلَيْهِمْ ظِلَالُهَا وَذُلِّلَتْ قُطُوفُهَا تَذْلِيلًا ۝١٤﴾. وذكر ظلها بأنه ممدود: ﴿وَظِلٍّ مَمْدُودٍ ۝٣٠﴾. وساق كل شجرة من ذهب، كما قال النبي: «ما في الجنة من شجرة إلا وساقها من ذهب».
وبعض أشجار الجنة خُصصت بالوصف في النصوص. فهناك شجرة يسير الراكب في ظلها مئة عام، كما قال النبي: «إن في الجنة لشجرة يسير الراكب في ظلها مئة سنة لا يقطعها». وأيضًا سدرة المنتهى، التي رأى النبي عندها جبريل على صورته الحقيقية، وذكرت في القرآن بأنها عند جنة المأوى، كما قال الله: ﴿عِنْدَ سِدْرَةِ الْمُنْتَهَى ۝١٤ عِنْدَهَا جَنَّةُ الْمَأْوَى ۝١٥﴾. ووصفها الرسول فقال: «ثم رفعت لي سدرة المنتهى، فإذا نبقها مثل قلال هجر، وإذا ورقها مثل آذان الفيلة». وهناك شجرة طوبى، قال النبي فيها: «طوبى شجرة في الجنة مسيرة مئة عام، ثياب أهل الجنة تخرج من أكمامها». وذكر في حديث أنها تتشقق عنها ثمار الجنة. وهناك الريحان، وسيد ريحان الجنة هو الحناء كما قال النبي.

### دواب الجنة
في الجنة طيور ودواب لا يعلمها إلا الله، إذ قال: ﴿وَلَحْمِ طَيْرٍ مِمَّا يَشْتَهُونَ ۝٢١﴾. وقال النبي لمن جعل ناقته في سبيل الله: «لك بها سبعمئة ناقة كلها مخطومة في الجنة».

## أهل الجنة
يؤمن المسلمون بأن أصحاب الجنة هم المؤمنون الموحدون، فكل من أشرك بالله أو كفر به أو كذب بأصل من أصول الإيمان فإنه يحرم من الجنان ويكون في النيران. وكثيرًا ما يذكر القرآن أن أصحاب الجنة هم المؤمنون الذين يعملون الصالحات، كقوله: ﴿الْمُلْكُ يَوْمَئِذٍ لِلَّهِ يَحْكُمُ بَيْنَهُمْ فَالَّذِينَ آمَنُوا وَعَمِلُوا الصَّالِحَاتِ فِي جَنَّاتِ النَّعِيمِ ۝٥٦﴾، وأحيانًا يفصل هذه الأعمال الصالحة. وأحيانًا يذكر أنهم استحقوا الجنة لتحقيقهم أمرًا من أمور الإيمان أو عملًا صالحًا.
يؤمن المسلمون بأن الدخول للجنة أمرًا شاقًا وليس بالسهل. فقد قال النبي: «حجبت النار بالشهوات، وحجبت الجنة بالمكاره»، أي أنه لا يدخل الجنة إلا بارتكاب المكاره -وهي الأعمال الصالحة التي تشق على النفس-، ولا يدخل النار إلا بوقوعه في الشهوات.
جعل الله لكل واحد من بني آدم منزلين: منزلًا في الجنة وآخر في النار، فمن كتب لهم السعادة من أهل الجنة يرثون منازل أهل النار التي كانت لهم في الجنة. قال العزيز الحكيم: ﴿أُولَئِكَ هُمُ الْوَارِثُونَ ۝١٠ الَّذِينَ يَرِثُونَ الْفِرْدَوْسَ هُمْ فِيهَا خَالِدُونَ ۝١١﴾
وقد تم ذكر بعض الأحوال لأهل الجنة التي كانو عليها في الدنيا. منهم من كان ضعيفًا، كما قال النبي: «ألا أخبركم بأهل الجنة؟ قالوا: بلى، قال: كل ضعيف متضعف، لو أقسم على الله لأبره». وأيضًا ذكر أن أكثر أهل الجنة هم المساكين والفقراء: «اطلعت في الجنة فرأيت أكثر أهلها الفقراء، واطلعت في النار فرأيت أكثر أهلها النساء». ومع أن هذا الحديث يذكر بأن النساء أكثر أهل النار، فقد قال بعض العلماء أنهم أيضًا أكثر أهل الجنة، استدلالًا بحديث: «إن أول زمرة تدخل الجنة على صورة القمر بليلة البدر، والتي تليها على أضوأ كوكب دري في السماء، لكل امرئ منهم زوجتان اثنتان، يرى مخ سوقهما من وراء اللحم، ومافي الجنة أعزب».

### سادة أهل الجنة
ثبت عن النبي محمد أنه ذكر بعض سادات أهل الجنة من الكهول والشباب والنساء، فقال: «أبو بكر وعمر سيدا كهول أهل الجنة»، وقال: «الحسن والحسين سيدا شباب أهل الجنة». هذا، وقد ذكر النساء أيضًا فقال: «سيدات نساء أهل الجنة مريم ابنة عمران: فاطمة، وخديجة، وآسية امرأة فرعون».

### من صُرح بدخولهم الجنة
غير سادة أهل الجنة، فقد ذكر النبي أسماء آخرين سيدخلون الجنة. وذكر عشرة أشخاص دفعة واحدة: «أبو بكر في الجنة وعمر في الجنة وعثمان في الجنة وعلي في الجنة وطلحة في الجنة والزبير في الجنة وعبد الرحمن بن عوف في الجنة وسعد بن أبي وقاص في الجنة وسعيد بن زيد في الجنة وأبو عبيدة بن الجراح في الجنة».
غير هؤلاء العشرة، ذكر آخرون في أحاديث مفردة بأنهم سيدخلون الجنة، مثل جعفر بن أبي طالب وحمزة بن عبد المطلب وعبد الله بن سلام، وزيد بن حارثة وزيد بن عمرو بن نفيل وحارثة بن النعمان، وبلال بن رباح وأبو الدحداح وورقة بن نوفل.

## صفة أهل الجنة ونعيمهم
يدخل أهل الجنةِ الجنةَ على أكمل صورة وأجملها، على صورة النبي آدم، ويكونون ذو نفوس صافية وأرواح طاهرة وزكية. ويكونون جردًا مردًا كأنهم مكحولون، وهم أبناء ثلاث وثلاثين. ومن صفتهم أنهم لا يبصقون ولا يمتخطون ولا يتغوطون، ولا ينامون، كما جاء في الحديث. وعندما يدخلون الجنة يسبحون ربهم ويكون آخر دعواهم: الحمد لله رب العالمين. قال الله: ﴿إِنَّ الَّذِينَ آمَنُوا وَعَمِلُوا الصَّالِحَاتِ يَهْدِيهِمْ رَبُّهُمْ بِإِيمَانِهِمْ تَجْرِي مِنْ تَحْتِهِمُ الْأَنْهَارُ فِي جَنَّاتِ النَّعِيمِ ۝٩ دَعْوَاهُمْ فِيهَا سُبْحَانَكَ اللَّهُمَّ وَتَحِيَّتُهُمْ فِيهَا سَلَامٌ وَآخِرُ دَعْوَاهُمْ أَنِ الْحَمْدُ لِلَّهِ رَبِّ الْعَالَمِينَ ۝١٠﴾
تتحق أماني أهل الجنة في مدة قصيرة جدًا، كما حدّث رسول الله أن أحدهم من أهل الجنة استأذن ربه في الزرع، فيأذن له، فما يكاد يلقي البذر حتى يضرب بجذوره في الأرض ثم ينمو ويكتمل وينضج في نفس الوقت. ومما يدل على سرعة تحقيق الأماني قوله: «المؤمن إذا اشتهى ولدًا في الجنة، كان حمله ووضعه وسنه في ساعة واحدة كما يشتهي».
ومما يفعله أهل الجنة بعد دخولهم الجنة تأنيب الكفار والضحك منهم، كما ذُكر في القرآن: ﴿وَنَادَى أَصْحَابُ الْجَنَّةِ أَصْحَابَ النَّارِ أَنْ قَدْ وَجَدْنَا مَا وَعَدَنَا رَبُّنَا حَقًّا فَهَلْ وَجَدْتُمْ مَا وَعَدَ رَبُّكُمْ حَقًّا قَالُوا نَعَمْ فَأَذَّنَ مُؤَذِّنٌ بَيْنَهُمْ أَنْ لَعْنَةُ اللَّهِ عَلَى الظَّالِمِينَ ۝٤٤﴾. وذكر القرآن بأن الكفار كانوا يسخرون من الذين آمنوا في الدنيا: ﴿إِنَّ الَّذِينَ أَجْرَمُوا كَانُوا مِنَ الَّذِينَ آمَنُوا يَضْحَكُونَ ۝٢٩﴾، فلذلك استحقوا بأن يسخر منهم المؤمنون يوم القيامة: ﴿فَالْيَوْمَ الَّذِينَ آمَنُوا مِنَ الْكُفَّارِ يَضْحَكُونَ ۝٣٤﴾.
ومن نعيم أهل الجنة التسبيح والتكبير، ويكون هذا الذكر ليس من باب التكليف وإنما يُلهَمون التسبيح والتكبير في الجنة كما يُلهمون النفس.
وأفضل ما يعطاه أهل الجنة، رضوان الله والنظر لوجهه، فعن النبي قال: «إن الله يقول لأهل الجنة يا أهل الجنة فيقولون لبيك ربنا وسعديك والخير في يديك فيقول هل رضيتم فيقولون وما لنا لا نرضى يا رب وقد أعطيتنا ما لم تعط أحدا من خلقك فيقول ألا أعطيكم أفضل من ذلك فيقولون يا رب وأي شيء أفضل من ذلك فيقول أحل عليكم رضواني فلا أسخط عليكم بعده أبدًا». وقال الله: ﴿إِلَى رَبِّهَا نَاظِرَةٌ ۝٢٣﴾، وقال أيضًا: ﴿لِلَّذِينَ أَحْسَنُوا الْحُسْنَى وَزِيَادَةٌ وَلَا يَرْهَقُ وُجُوهَهُمْ قَتَرٌ وَلَا ذِلَّةٌ أُولَئِكَ أَصْحَابُ الْجَنَّةِ هُمْ فِيهَا خَالِدُونَ ۝٢٦﴾ [يونس:26]، وقد فُسرت الحسنى بأنها الجنة، والزيادة هي رؤية وجه الله.

### طعامهم وشرابهم
إلى جانب أشجار الجنة وثمارها، وأنهارها وعيونها، فإن لأهل الجنة مايشتهون من الأطعمة المتنوعة كما قال الله: ﴿كُلُوا وَاشْرَبُوا هَنِيئًا بِمَا أَسْلَفْتُمْ فِي الْأَيَّامِ الْخَالِيَةِ ۝٢٤﴾. وثبت عن النبي محمد أن أول طعام أهل الجنة هو زيادة كبد الحوت.
وإن من ما فُصّل من شراب الجنة في الوصف خمرها، فقد ذُكر خمر الجنة بأنه يختلف عن خمر الدنيا، فهو لا يصدع الرؤوس ولا ينزف العقول، قال ابن عباس: "في الخمر أربع خصال: السكر والصداع، والقيء والبول، فذكر الله خمر الجنة ونزهها عن هذه الخصال.، وأنه منزه من العيوب ولونه أبيض، كما قال الله: ﴿يُطَافُ عَلَيْهِمْ بِكَأْسٍ مِنْ مَعِينٍ ۝٤٥ بَيْضَاءَ لَذَّةٍ لِلشَّارِبِينَ ۝٤٦ لَا فِيهَا غَوْلٌ وَلَا هُمْ عَنْهَا يُنْزَفُونَ ۝٤٧﴾.
ولا ينتج عن طعام وشراب الجنة الفضلات والأذى والدنس من البول والغائط وما شابه، ولكن تخرج بقايا الطعام والشراب على هيئة رشح كرشح المسك يفيض من أجسادهم، كما يتحول بعض منه أيضًا إلى جشاء كجشاء المسك تنبعث منه الروائح الطيبة العبقة.
أما عن آنيتهم فهي الذهب والفضة، كما قال الله: ﴿يُطَافُ عَلَيْهِمْ بِصِحَافٍ مِنْ ذَهَبٍ وَأَكْوَابٍ وَفِيهَا مَا تَشْتَهِيهِ الْأَنْفُسُ وَتَلَذُّ الْأَعْيُنُ وَأَنْتُمْ فِيهَا خَالِدُونَ ۝٧١﴾، وقال:﴿وَيُطَافُ عَلَيْهِمْ بِآنِيَةٍ مِنْ فِضَّةٍ وَأَكْوَابٍ كَانَتْ قَوَارِيرَا ۝١٥ قَوَارِيرَ مِنْ فِضَّةٍ قَدَّرُوهَا تَقْدِيرًا ۝١٦﴾. ومن الآنية التي يشربون منها الأكواب والأباريق والكؤوس، كما قال: ﴿يَطُوفُ عَلَيْهِمْ وِلْدَانٌ مُخَلَّدُونَ ۝١٧﴾.

### لباسهم وحليهم ومباخرهم
يلبس أهل الجنة أفخر اللباس، ويتزينون بأنواع من الحلي، ومن لباسهم الحرير، ومن زينتهم وحلاهم أساور الذهب والفضة واللؤلؤ، كما قال: ﴿جَنَّاتُ عَدْنٍ يَدْخُلُونَهَا يُحَلَّوْنَ فِيهَا مِنْ أَسَاوِرَ مِنْ ذَهَبٍ وَلُؤْلُؤًا وَلِبَاسُهُمْ فِيهَا حَرِيرٌ ۝٣٣﴾، وقال: ﴿عَالِيَهُمْ ثِيَابُ سُنْدُسٍ خُضْرٌ وَإِسْتَبْرَقٌ وَحُلُّوا أَسَاوِرَ مِنْ فِضَّةٍ وَسَقَاهُمْ رَبُّهُمْ شَرَابًا طَهُورًا ۝٢١﴾. وفي هذه الآية يبان أنهم يلبسون السندس والإستبرق أيضًا، وتكون ذات ألوان ومنها الخضراء. وتكون ثياب أهل الجنة أرقى الثياب، إذ أتى النبي بثوب من حرير، فجعل الصحابة يعجبون من حسنه ولينه فقال: «لمناديل سعد بن معاذ في الجنة أفضل من هذا» 
ولهم أمشاط من ذهب وفضة، ويتبخرون بعود الطيب، كما قال رسول الله: «أمشاطهم الذهب، ووقود مجامرهم الألوة ورشحهم المسك». وبعضهم يُحلّى بالتيجان كالشهداء، إذ قال النبي: «ويُوضع على رأسه تاج الوقار، الياقوتة منها خير من الدنيا وما فيها». وقال النبي في وصف تيجان نساء الجنة «وإن عليهن التيجان ، وإن أدنى لؤلؤة عليها لتضيء ما بين المشرق والمغرب».
وثياب أهل الجنة كما ثبت لا تبلى ولاتفنى: «من يدخل الجنة ينعم لا يبأس، لا تبلى ثيابه، ولا يفنى شبابه».

### فرشهم وخدمهم
إن المؤمنين يكونون في الجنة على سرر مصفوفة أو فرش مرفوعة بطائنها من الإستبرق ويكونون متقابلين، فقد قال الله: ﴿فِيهَا سُرُرٌ مَرْفُوعَةٌ ۝١٣ وَأَكْوَابٌ مَوْضُوعَةٌ ۝١٤ وَنَمَارِقُ مَصْفُوفَةٌ ۝١٥ وَزَرَابِيُّ مَبْثُوثَةٌ ۝١٦﴾. وقال: ﴿مُتَّكِئِينَ عَلَى رَفْرَفٍ خُضْرٍ وَعَبْقَرِيٍّ حِسَانٍ ۝٧٦﴾ [الرحمن:76]. ويكونون متكئين على هذه السرر والأرائك والفرش.
يخدم أهل الجنة غلمان صغار يخلقهم الله لهذه المهمة. وهم مخلدون على حالتهم لا يكبر سنهم، وهم في غاية الجمال، ووصفوا في القرآن بأنهم كاللؤلؤ: ﴿وَيَطُوفُ عَلَيْهِمْ وِلْدَانٌ مُخَلَّدُونَ إِذَا رَأَيْتَهُمْ حَسِبْتَهُمْ لُؤْلُؤًا مَنْثُورًا ۝١٩﴾.

### سوقهم واجتماعهم
قال رسول الله: «إن في الجنة لسوقا يأتونها كل جمعة، فتهب ريح الشمال فتحثو في وجوههم وثيابهم فيزدادون حسنا وجمالا، فيرجعون إلى أهليهم وقد ازدادوا حسنا وجمالا فيقول لهم أهلوهم: والله لقد ازددتم بعدنا حسنا وجمالا. فيقولون: وأنتم والله لقد ازددتم بعدنا حسنا وجمالا». والسوق مجمع لهم يجتمعون فيه كما يجتمع الناس في الدنيا في السوق، ويأتونها مقدار كل أسبوع.
وإن أهل الجنة يزور بعضهم بعضًا، ويجتمعون في المجالس يتحدثون، ومن ما يتحدثون به نعمة الله عليهم: ﴿وَأَقْبَلَ بَعْضُهُمْ عَلَى بَعْضٍ يَتَسَاءَلُونَ ۝٢٥ قَالُوا إِنَّا كُنَّا قَبْلُ فِي أَهْلِنَا مُشْفِقِينَ ۝٢٦ فَمَنَّ اللَّهُ عَلَيْنَا وَوَقَانَا عَذَابَ السَّمُومِ ۝٢٧ إِنَّا كُنَّا مِنْ قَبْلُ نَدْعُوهُ إِنَّهُ هُوَ الْبَرُّ الرَّحِيمُ ۝٢٨﴾. وأيضًا يتحدثون عن صحبتهم السيئة في الدنيا: ﴿فَأَقْبَلَ بَعْضُهُمْ عَلَى بَعْضٍ يَتَسَاءَلُونَ ۝٥٠ قَالَ قَائِلٌ مِنْهُمْ إِنِّي كَانَ لِي قَرِينٌ ۝٥١ يَقُولُ أَئِنَّكَ لَمِنَ الْمُصَدِّقِينَ ۝٥٢ أَئِذَا مِتْنَا وَكُنَّا تُرَابًا وَعِظَامًا أَئِنَّا لَمَدِينُونَ ۝٥٣ قَالَ هَلْ أَنْتُمْ مُطَّلِعُونَ ۝٥٤ فَاطَّلَعَ فَرَآهُ فِي سَوَاءِ الْجَحِيمِ ۝٥٥ قَالَ تَاللَّهِ إِنْ كِدْتَ لَتُرْدِينِ ۝٥٦ وَلَوْلَا نِعْمَةُ رَبِّي لَكُنْتُ مِنَ الْمُحْضَرِينَ ۝٥٧﴾.

### نساؤهم والحور العين
إذا دخل المؤمن الجنة وكانت زوجته صالحة فإنها تكون زوجته في الجنة: ﴿ادْخُلُوا الْجَنَّةَ أَنْتُمْ وَأَزْوَاجُكُمْ تُحْبَرُونَ ۝٧٠﴾. ويزوج الله المؤمنين بزوجات غير زوجاتهم في الدنيا ويسمون الحور العين: ﴿كَذَلِكَ وَزَوَّجْنَاهُمْ بِحُورٍ عِينٍ ۝٥٤﴾، والحوراء التي يكون بياض عينها شديد البياض وسواده شديد السواد، والعيناء هي واسعة العين. ووصفهن القرآن بعدة أوصاف، منها أنهن بارزات الثدي جميلات متقاربات في السن: ﴿وَكَوَاعِبَ أَتْرَابًا ۝٣٣﴾. ومنها أنهن أبكارًا لم ينكحهن أحد قبلهم، وهن متحببات لأزواجهن غنجات، فقد قال الله: ﴿إِنَّا أَنْشَأْنَاهُنَّ إِنْشَاءً ۝٣٥ فَجَعَلْنَاهُنَّ أَبْكَارًا ۝٣٦ عُرُبًا أَتْرَابًا ۝٣٧﴾. ووصفهن بأنهن كاللؤلؤ في آية، وكالياقوت والمرجان في آية أخرى. وتكون نساء الجنة مطهرات من الحيض والنفاس، ووردت أحاديث كثيرة تصف جمال الحور العين ونساء الجنة، فقد قال رسول الله: «ولو أن امرأة من نساء أهل الجنة اطلعت إلى الأرض لأضاءت ما بينهما ولملأت ما بينهما ريحا ولنصيفها على رأسها خير من الدنيا وما فيها».
يختلف عدد زوجات كل رجل مؤمن في الجنة، فللشهيد 72 زوجة من الحور العين كما قال الرسول محمد. وقد قال عنهن أنهن يغنين بأصوات عذبة جميلة: «إن أزواج أهل الجنة ليغنين أزواجهن بأحسن أصوات سمعها أحد قط، إن مما يغنين به نحن الخيرات الحسان أزواج قوم كرام ينظرون بقرة أعيان، وإن مما يغنين به نحن الخالدات فلا نمتنه نحن الآمنات فلا نخفنه نحن المقيمات فلا نظعنه». وأخبر عنهن أنهن يغرن على أزواجهن في الدنيا إذا آذى الواحدَ زوجتُه في الدنيا: «لَا تُؤْذِي امْرَأَةٌ زَوْجَهَا فِي الدُّنْيَا إِلَّا قَالَتْ زَوْجَتُهُ مِنَ الْحُورِ الْعِينِ: لَا تُؤْذِيهِ قَاتَلَكِ اللهُ ؛ فَإِنَّمَا هُوَ عِنْدَكِ دَخِيلٌ يُوشِكُ أَنْ يُفَارِقَكِ إِلَيْنَا». وأخبر أن الرجل يُعطى قوة كبيرة للنكاح: «يُعْطَى الْمُؤْمِنُ فِي الْجَنَّةِ قُوَّةَ كَذَا وَكَذَا مِنَ الْجِمَاعِ. قِيلَ: يَا رَسُولَ اللَّهِ أَوَيُطِيقُ ذَلِكَ؟، قَالَ: يُعْطَى قُوَّةَ مِائَةٍ رجل».

### آيات
1. ↑  سورة الأنعام، الآية 127
2. ↑  سورة التوبة، الآية 72
3. ↑  سورة يونس، الآية 9
4. ↑  سورة النحل، الآية 30
5. ↑  سورة الكهف، الآية 107
6. ↑  سورة الفرقان، الآية 15
7. ↑  سورة الفرقان، الآية 75
8. ↑  سورة فاطر، الآية 35
9. ↑  سورة السجدة، الآية 19
10. 1 2  سورة يونس، الآية 26
11. ↑  سورة الدخان، الآية 51
12. ↑  سورة القمر، الآية 55
13. ↑  سورة الزمر، الآية 73
14. ↑  سورة السجدة، الآية 17
15. ↑  سورة المجادلة، الآية 11
16. ↑  سورة الرحمن، الآية 46
17. ↑  سورة الرحمن، الآية 63
18. ↑  سورة الرحمن، الآية 50
19. ↑  سورة الرحمن، الآية 66
20. 1 2  سورة الرحمن، الآية 52
21. 1 2  سورة الرحمن، الآية 68
22. ↑  سورة الرحمن، الآية 54
23. 1 2  سورة الرحمن، الآية 76
24. ↑  سورة الرحمن، الآية 58
25. ↑  سورة الرحمن، الآية 70
26. ↑  سورة السجدة، الآية 17
27. ↑  سورة البروج، الآية 11
28. ↑  سورة محمد، الآية 15
29. ↑  سورة الحجر، الآية 45
30. ↑  سورة المرسلات، الآية 41
31. ↑  سورة النساء، الآيتان 5،6
32. ↑  سورة المطففين، الآيات 22-28
33. ↑  سورة الإنسان، الآيتان 17،18
34. ↑  سورة الزمر، الآية 20
35. ↑  سورة الرحمن، الآية 72
36. ↑  سورة الواقعة، الآيات 27-29
37. ↑  سورة الواقعة، الآيتان 32،33
38. ↑  سورة البقرة، الآية 25
39. ↑  سورة الرحمن، الآية 48
40. ↑  سورة الرحمن، الآية 64
41. ↑  سورة الإنسان، الآية 14
42. ↑  سورة الواقعة، الآية 30
43. ↑  سورة النجم، الآيتان 14،15
44. ↑  سورة الواقعة، الآية 21
45. ↑  سورة الحج، الآية 56
46. ↑  سورة المؤمنون، الآيتان 10،11
47. ↑  سورة يونس، الآيتان 9،10
48. ↑  سورة الأعراف، الآية 44
49. ↑  سورة المطففين، الآية 29
50. ↑  سورة المطففين، الآية 34
51. ↑  سورة القيامة، الآية 23
52. ↑  سورة الحاقة، الآية 24
53. ↑  سورة الصافات، الآيات 45-47
54. ↑  سورة الزخرف، الآية 71
55. ↑  سورة الإنسان، الآيتان 15،16
56. ↑  سورة الواقعة، الآية 17
57. ↑  سورة فاطر، الآية 33
58. ↑  سورة الإنسان، الآية 21
59. ↑  سورة الغاشية، الآيات 13-16
60. ↑  سورة الإنسان، الآية 19
61. ↑  سورة الطور، الآيات 25-28
62. ↑  سورة الصافات، الآيات 50-57
63. ↑  سورة الزخرف، الآية 70
64. ↑  سورة الدخان، الآية 54
65. ↑  سورة النبأ، الآية 33
66. ↑  سورة الواقعة، الآيات 35-37

### كتب
- حادي الأرواح إلى بلاد الأفراح، لابن قيم الجوزية.
- صفة الجنة وما أعد الله لأهلها من النعيم لابن أبي الدنيا.
- الجنة والنار، من سلسلة اليوم الآخر لعمر بن سليمان الأشقر.
- التذكرة بأحوال الموتى وأمور الآخرة لشمس الدين القرطبي.
- الحياة الآخرة - ما بين البعث إلى دخول الجنة والنار لغالب بن علي عوالجي.